# André Cruz
André Alves da Cruz, meglio noto come André Cruz (Piracicaba, 20 settembre 1968), è un ex calciatore brasiliano, di ruolo difensore.

## Caratteristiche tecniche
André Cruz veniva schierato da libero o da mediano di centrocampo. Specialista dei calci piazzati, impostava l'azione e andava anche a concluderla con il piede mancino.

## Carriera

### Inizi
André Cruz ha iniziato la sua carriera nelle giovanili del Ponte Preta, con il quale ha debuttato come professionista nel 1987. In questo periodo rifiuta il trasferimento in Italia al Como, dove invece approda il connazionale Milton. Nel 1990 si è trasferito al Flamengo, con il quale ha conquistato la Coppa del Brasile nello stesso anno. Nell'estate 1990 per il brasiliano è iniziata l'avventura in Europa, con l'acquisto da parte dello Standard Liegi, in cui Cruz giocò per quattro anni. Con il club belga ha vinto la coppa nazionale nel 1993.

#### Napoli

Cruz (a destra) e Giuseppe Taglialatela al Napoli nella stagione 1995-1996

Nel 1994, a 26 anni, Cruz si trasferì in Italia, al Napoli, al suo attivo già vantava 22 partite con la nazionale brasiliana e la medaglia d'argento alla Olimpiadi di Seul (1988) .
Nella squadra partenopea, Cruz si consacrò definitivamente a grandi livelli risultando essere tra i migliori liberi e mediani della Serie A, il calciatore brasiliano si fece ulteriormente notare per le sue qualità tecniche soprattutto sui calci piazzati e per la personalità con cui gestiva la difesa.
In tre campionati con il Napoli, realizzò 13 reti in 83 partite, sette il primo anno, suo record, siglando due rimonte azzurre (i pareggi con il Genoa e il Brescia). Condizionato da alcuni infortuni, l'anno successivo segnò un solo gol su calcio di rigore, incorrendo anche in due autoreti (contro Sampdoria e Roma).
Riprese a segnare il terzo anno, 5 gol, offrendo anche un rendimento molto alto, quando nel 1996-97,il tecnico Luigi Simoni, lo spostò a centrocampo nel ruolo di mediano; in quella stagione, insieme al Napoli, Cruz sfiorò la conquista della Coppa Italia, persa nella doppia finale contro il Vicenza.
A fine campionato, il Napoli, da anni gravato da un'inarrestabile crisi economica, considerò troppo esosa la sua richiesta di due miliardi e mezzo a stagione per il rinnovo contrattuale, e così fu costretto a cederlo, dopo un'aspra contesa con l'Inter, al Milan di Fabio Capello che già avrebbe voluto Cruz al Real Madrid l'anno precedente.

#### Milan e gli ultimi anni in Italia
Nell'estate 1997, dopo aver firmato un precontratto con l'Inter, Cruz approdò invece al Milan, che in cambio cedette ai nerazzurri Moriero come sorta di risarcimento per il mancato arrivo del difensore brasiliano. Con i rossoneri Cruz disputò un campionato a rendimento alterno, complice la cupa stagione di tutta la squadra. Nella seconda stagione al Milan con il nuovo allenatore Alberto Zaccheroni, non trovò più spazio, anche a causa di diversi infortuni e a metà campionato si trasferì, dopo 5 anni, allo Standard Liegi. In Belgio però giocò per soli 6 mesi per poi tornare in Italia e vivere una altrettanto breve esperienza al Torino.

#### Sporting Lisbona e fine carriera
Nel gennaio 2000 Cruz si trasferì allo Sporting Lisbona. Con i portoghesi vinse due campionati nazionali (1999-2000 e 2001-2002), una Supercoppa di Portogallo (2002) e una Coppa di Portogallo (2001-2002).
Nel 2002 fece ritorno in Brasile, dove disputò i suoi ultimi campionati nel Goiás (2002 e 2004) e nell'Internacional (2003). Si è ritirato dall'attività agonistica nel 2004.

### Nazionale
André Cruz è uno dei pochi calciatori brasiliani ad aver giocato in tutte le categorie della propria Nazionale.
Nel 1985 ha disputato il Mondiale di categoria con la Nazionale brasiliana Under-16, durante il quale ha giocato 6 partite e segnato un gol nella semifinale persa contro la Germania Ovest. Ha poi chiuso il torneo al terzo posto grazie alla vittoria contro la Guinea.
Con la Nazionale Under-20 ha giocato il Mondiale 1987, raggiungendo e quarti di finale e totalizzando 4 presenze e 2 gol (miglior marcatore brasiliano insieme ad Alcindo e William).
Con la selezione olimpica ha disputato i Giochi Panamericani del 1987, vinti da Brasile, dove ha totalizzato 4 presenze e un gol, e le Olimpiadi di Seoul 1988, dove il Brasile ha conquistato una medaglia d'argento (6 presenze e una rete per Cruz).
È stato convocato 31 volte nella Nazionale brasiliana, debuttandovi il 3 agosto 1988 in amichevole contro l'Austria (2-0 per il Brasile il finale). Ha segnato il suo unico gol in Nazionale contro l'Italia in un'amichevole disputata il 14 ottobre 1989 a Bologna. Con la Seleção ha giocato la Coppa America del 1989, svoltasi in Brasile e vinta dai verde-oro (una sola presenza), e del 1995 (4 presenze, tra cui quella nella finale persa contro l'Uruguay). È inoltre stato convocato anche per il Mondiale 1998 svoltosi in Francia, nel quale il Brasile ha perso la finale contro i padroni di casa la Francia ma non è mai sceso in campo nel corso della manifestazione. L'ultima partita giocata da André Cruz in Nazionale è stata l'amichevole del 3 giugno 1998 contro Andorra disputata a Parigi.

## Statistiche

### Cronologia presenze e reti in nazionale
| Cronologia completa delle presenze e delle reti in nazionale ― Brasile | Cronologia completa delle presenze e delle reti in nazionale ― Brasile | Cronologia completa delle presenze e delle reti in nazionale ― Brasile | Cronologia completa delle presenze e delle reti in nazionale ― Brasile | Cronologia completa delle presenze e delle reti in nazionale ― Brasile | Cronologia completa delle presenze e delle reti in nazionale ― Brasile | Cronologia completa delle presenze e delle reti in nazionale ― Brasile | Cronologia completa delle presenze e delle reti in nazionale ― Brasile |
| Data                                                                   | Città                                                                  | In casa                                                                | Risultato                                                              | Ospiti                                                                 | Competizione                                                           | Reti                                                                   | Note                                                                   |
| ---------------------------------------------------------------------- | ---------------------------------------------------------------------- | ---------------------------------------------------------------------- | ---------------------------------------------------------------------- | ---------------------------------------------------------------------- | ---------------------------------------------------------------------- | ---------------------------------------------------------------------- | ---------------------------------------------------------------------- |
| 4-8-1988                                                               | Vienna                                                                 | Austria                                                                | 0 – 2                                                                  | Brasile                                                                | Amichevole                                                             | -                                                                      |                                                                        |
| 12-10-1988                                                             | Anversa                                                                | Belgio                                                                 | 1 – 2                                                                  | Brasile                                                                | Amichevole                                                             | -                                                                      |                                                                        |
| 15-3-1989                                                              | Cuiabá                                                                 | Brasile                                                                | 1 – 0                                                                  | Ecuador                                                                | Amichevole                                                             | -                                                                      |                                                                        |
| 12-4-1989                                                              | Teresina                                                               | Brasile                                                                | 2 – 0                                                                  | Paraguay                                                               | Amichevole                                                             | -                                                                      |                                                                        |
| 10-5-1989                                                              | Fortaleza                                                              | Brasile                                                                | 4 – 1                                                                  | Perù                                                                   | Amichevole                                                             | -                                                                      |                                                                        |
| 24-5-1989                                                              | Lima                                                                   | Perù                                                                   | 1 – 1                                                                  | Brasile                                                                | Amichevole                                                             | -                                                                      |                                                                        |
| 16-6-1989                                                              | Copenaghen                                                             | Brasile                                                                | 1 – 2                                                                  | Svezia                                                                 | Amichevole                                                             | -                                                                      |                                                                        |
| 18-6-1989                                                              | Copenaghen                                                             | Danimarca                                                              | 4 – 0                                                                  | Brasile                                                                | Amichevole                                                             | -                                                                      |                                                                        |
| 21-6-1989                                                              | Basilea                                                                | Svizzera                                                               | 1 – 0                                                                  | Brasile                                                                | Amichevole                                                             | -                                                                      |                                                                        |
| 1-7-1989                                                               | Salvador                                                               | Brasile                                                                | 3 – 1                                                                  | Venezuela                                                              | Coppa America 1989 - 1º turno                                          | -                                                                      |                                                                        |
| 23-7-1989                                                              | Rio de Janeiro                                                         | Brasile                                                                | 1 – 0                                                                  | Giappone                                                               | Amichevole                                                             | -                                                                      |                                                                        |
| 13-8-1989                                                              | Santiago del Cile                                                      | Cile                                                                   | 1 – 1                                                                  | Brasile                                                                | Qual. Mondiali 1990                                                    | -                                                                      | 77’                                                                    |
| 14-10-1989                                                             | Bologna                                                                | Italia                                                                 | 0 – 1                                                                  | Brasile                                                                | Amichevole                                                             | 1                                                                      | 70’                                                                    |
| 14-11-1989                                                             | João Pessoa                                                            | Brasile                                                                | 1 – 1                                                                  | Jugoslavia                                                             | Amichevole                                                             | -                                                                      |                                                                        |
| 4-6-1995                                                               | Birmingham                                                             | Brasile                                                                | 1 – 0                                                                  | Svezia                                                                 | Umbro Cup                                                              | -                                                                      | 77’                                                                    |
| 13-7-1995                                                              | Rivera                                                                 | Brasile                                                                | 3 – 0                                                                  | Colombia                                                               | Coppa America 1995 - 1º turno                                          | -                                                                      |                                                                        |
| 17-7-1995                                                              | Rivera                                                                 | Brasile                                                                | 2 – 2 dts (4 - 2 dtr)                                                  | Argentina                                                              | Coppa America 1995 - Quarti di finale                                  | -                                                                      |                                                                        |
| 20-7-1995                                                              | Maldonado                                                              | Stati Uniti                                                            | 0 – 1                                                                  | Brasile                                                                | Coppa America 1995 - Semifinali                                        | -                                                                      |                                                                        |
| 23-7-1995                                                              | Montevideo                                                             | Uruguay                                                                | 1 – 1 dts (5 - 3 dtr)                                                  | Brasile                                                                | Coppa America 1995 - Finale                                            | -                                                                      |                                                                        |
| 9-8-1995                                                               | Tokyo                                                                  | Giappone                                                               | 1 – 5                                                                  | Brasile                                                                | Amichevole                                                             | -                                                                      |                                                                        |
| 12-8-1995                                                              | Suwon                                                                  | Corea del Sud                                                          | 0 – 1                                                                  | Brasile                                                                | Amichevole                                                             | -                                                                      | Ammonizione                                                            |
| 11-10-1995                                                             | Salvador                                                               | Brasile                                                                | 2 – 0                                                                  | Uruguay                                                                | Amichevole                                                             | -                                                                      |                                                                        |
| 8-11-1995                                                              | Buenos Aires                                                           | Argentina                                                              | 0 – 1                                                                  | Brasile                                                                | Amichevole                                                             | -                                                                      | Cap.                                                                   |
| 28-8-1996                                                              | Mosca                                                                  | Russia                                                                 | 2 – 2                                                                  | Brasile                                                                | Amichevole                                                             | -                                                                      | Ammonizione                                                            |
| 31-8-1996                                                              | Amsterdam                                                              | Paesi Bassi                                                            | 2 – 2                                                                  | Brasile                                                                | Amichevole                                                             | -                                                                      | Cap.                                                                   |
| 16-10-1996                                                             | Teresina                                                               | Brasile                                                                | 3 – 1                                                                  | Lituania                                                               | Amichevole                                                             | -                                                                      | 85’                                                                    |
| 18-12-1996                                                             | Manaus                                                                 | Brasile                                                                | 1 – 0                                                                  | Bosnia ed Erzegovina                                                   | Amichevole                                                             | -                                                                      | Cap.                                                                   |
| 30-4-1997                                                              | Miami                                                                  | Brasile                                                                | 4 – 0                                                                  | Messico                                                                | Amichevole                                                             | -                                                                      |                                                                        |
| 13-8-1997                                                              | Osaka                                                                  | Giappone                                                               | 0 – 3                                                                  | Brasile                                                                | Amichevole                                                             | -                                                                      |                                                                        |
| 11-11-1997                                                             | Brasilia                                                               | Brasile                                                                | 3 – 0                                                                  | Galles                                                                 | Amichevole                                                             | -                                                                      | 64’                                                                    |
| 3-6-1998                                                               | Saint-Ouen                                                             | Andorra                                                                | 0 – 3                                                                  | Brasile                                                                | Amichevole                                                             | -                                                                      | 65’                                                                    |
| Totale                                                                 |                                                                        | Presenze                                                               | 31                                                                     |                                                                        | Reti                                                                   | 1                                                                      |                                                                        |

## Palmarès

### Club

#### Competizioni statali
- Campionato Gaúcho: 1

Internacional: 2003

#### Competizioni nazionali
- Coppa del Brasile: 1

Flamengo: 1990
- Coppa del Belgio: 1

Standard Liegi: 1992-1993
- Campionato portoghese: 2

Sporting Lisbona: 1999-2000, 2001-2002
- Coppa del Portogallo: 1

Sporting Lisbona: 2001-2002
- Supercoppa di Portogallo: 1

Sporting Lisbona: 2002

### Nazionale
- Giochi panamericani: 1

Indianapolis 1987
- Argento olimpico: 1

1988
- Coppa America: 1

1989